# ソング (競走馬)
ソング（Thong、1964年 - 1986年）は、アメリカ合衆国の競走馬、繁殖牝馬。特に繁殖牝馬として成功し、2頭のG1馬を出した。

## 経歴
ケンタッキー州の生産者、クレイボーンファームで生産・所有されたサラブレッドの牝馬である。全姉にはアメリカ最優秀2歳牝馬に選ばれたモカシンなどがいたが、ソングは競走馬としては凡庸で、3歳まで走って22戦5勝、ステークス競走ではアルシバイアディーズステークスで2着に入ったのが最高位であった。
一方で繁殖牝馬としては成功を収めた。特に1970年生のサッチは3歳時にセントジェームズパレスステークスやジュライカップなどで優勝し、1973年のヨーロッパ最優秀3歳牡馬に選出された。また1972年生のキングペリノアはチャンピオンズインビテーショナルハンデキャップ（G1）やオークツリーインビテーショナルステークス（G1）などで優勝、海外遠征でセントレジャーステークスで2着に入るなどの活躍をした。
競走馬としてより繁殖牝馬として成功した産駒もいる。1969年生のスペシャルはその代表格で、産駒に種牡馬として成功したヌレイエフ、繁殖牝馬として成功したフェアリーブリッジを出している。牝系としても上述のスペシャルだけでなく、1971年生のリサデルの牝系からエルコンドルパサーが出るなど広がっている。

## 血統表
| ソングの血統                     | ソングの血統                              | ソングの血統                              | （血統表の出典）                          | （血統表の出典） |
| 父系                             | ナスルーラ系                              | ナスルーラ系                              | ナスルーラ系                              | [ § 2 ]          |
| 父 Nantallah アメリカ 鹿毛 1953  | 父の父Nasrullah イギリス 鹿毛 1940        | Nearco                                    | Pharos                                    | Pharos           |
| 父 Nantallah アメリカ 鹿毛 1953  | 父の父Nasrullah イギリス 鹿毛 1940        | Nearco                                    | Nogara                                    |                  |
| 父 Nantallah アメリカ 鹿毛 1953  | 父の父Nasrullah イギリス 鹿毛 1940        | Mumtaz Begum                              | Blenheim                                  | Blenheim         |
| 父 Nantallah アメリカ 鹿毛 1953  | 父の父Nasrullah イギリス 鹿毛 1940        | Mumtaz Begum                              | Mumtaz Mahal                              |                  |
| 父 Nantallah アメリカ 鹿毛 1953  | 父の母Shimmer アメリカ 鹿毛 1945          | Flares                                    | Gallant Fox                               | Gallant Fox      |
| 父 Nantallah アメリカ 鹿毛 1953  | 父の母Shimmer アメリカ 鹿毛 1945          | Flares                                    | Flambino                                  |                  |
| 父 Nantallah アメリカ 鹿毛 1953  | 父の母Shimmer アメリカ 鹿毛 1945          | Broad Ripple                              | Stimulus                                  | Stimulus         |
| 父 Nantallah アメリカ 鹿毛 1953  | 父の母Shimmer アメリカ 鹿毛 1945          | Broad Ripple                              | Hocus Pocus                               |                  |
| 母 Rough Shod イギリス 鹿毛 1944 | 母の父Gold Bridge フランス 栗毛 1929      | Golden Boss                               | The Boss                                  | The Boss         |
| 母 Rough Shod イギリス 鹿毛 1944 | 母の父Gold Bridge フランス 栗毛 1929      | Golden Boss                               | Golden Hen                                |                  |
| 母 Rough Shod イギリス 鹿毛 1944 | 母の父Gold Bridge フランス 栗毛 1929      | Flying Diadem                             | Diadumenos                                | Diadumenos       |
| 母 Rough Shod イギリス 鹿毛 1944 | 母の父Gold Bridge フランス 栗毛 1929      | Flying Diadem                             | Flying Bridge                             |                  |
| 母 Rough Shod イギリス 鹿毛 1944 | 母の母Dalmary イギリス 黒鹿毛 1931        | Blandford                                 | Swynford                                  | Swynford         |
| 母 Rough Shod イギリス 鹿毛 1944 | 母の母Dalmary イギリス 黒鹿毛 1931        | Blandford                                 | Blanche                                   |                  |
| 母 Rough Shod イギリス 鹿毛 1944 | 母の母Dalmary イギリス 黒鹿毛 1931        | Simon's Shoes                             | Simon Square                              | Simon Square     |
| 母 Rough Shod イギリス 鹿毛 1944 | 母の母Dalmary イギリス 黒鹿毛 1931        | Simon's Shoes                             | Goody Two-Shoes                           |                  |
| 母系(F-No.)                      | (FN:5-h)                                  | (FN:5-h)                                  | (FN:5-h)                                  | [ § 3 ]          |
| 5代内の近親交配                  | Blandford 3x5, Sir Gallahad 5x5, Orby 5x5 | Blandford 3x5, Sir Gallahad 5x5, Orby 5x5 | Blandford 3x5, Sir Gallahad 5x5, Orby 5x5 | [ § 4 ]          |
| 出典                             | 1. 2. 3. 4.                               | 1. 2. 3. 4.                               | 1. 2. 3. 4.                               | 1. 2. 3. 4.      |